# Рейзин, Макс
Макс (Мордхе-Зеев) Рейзин (англ. Max Raisin; 15 июля 1881, Несвиж, Минской губернии — 8 марта 1957, Флоренс) — американский еврейский публицист, раввин. Писал в основном на иврите и английском языке.

## Биография
Родился в семье раввина и преподавателя Авраама Соломона Рейзина (потомок Виленского гаона) и Таубы Слуцкой. С 1892 — в США. Общее образование получил в Цинциннатском университете. Печатал статьи в газетах «Фрайнд» (Петербург), «Дер штерн» (Филадельфия).

С 1905 состоит раввином в Меридиане (Миссисипи).

### Произведения
- «Toledot ha-Jehudim be-Amerika» (1903)
- «Mordecai Manual Noah» (1906)
- «The Reformed Movement As Reflected in Neo-Hebrew Literature» (1907)
- «The Jew and His Place in the World» (1913)
- «John Milton» (1924)
- «Israel in America» (1928)
- «A History of the Jews in Modern Times» (1919)
- «The Flight from the Diaspora» (1936)
- «Great Jews I Have Known» (1952)